# إيفال كريستيان فون كلايست
إيفال كريستيان فون كلايست (بالألمانية: Ewald Christian von Kleist)‏ (و. 1715 – 1759 م) هو شاعر، وكاتب، وشاعر قانوني ‏ ألماني، ويحمل رتبة عسكرية ضابط، توفي في فرانكفورت، عن عمر يناهز 44 عاماً، بسبب قتل في المعركة.

## التعليم
تعلم في جامعة كونيغسبرغ
.

## روابط خارجية
- إيفال كريستيان فون كلايست على موقع ميوزك برينز (الإنجليزية)